# Bampalola
Bampalola is een bestuurslaag in het regentschap Alor van de provincie Oost-Nusa Tenggara, Indonesië. Bampalola telt 672 inwoners (volkstelling 2010).